# Roger Mais
Roger Mais (/ˈmeɪz/; 11 de agosto de 1905 – 21 de junho de 1955) foi um jornalista, romancista, poeta e dramaturgo jamaicano. Ele nasceu em uma família de classe média em Kingston, Jamaica. Em 1951, ele ganhou dez primeiros prêmios em competições literárias das Índias Ocidentais. Seu papel integral no desenvolvimento do nacionalismo político e cultural é evidenciado ao receber a alta honra da Ordem da Jamaica em 1978.

## Influência
Criado em uma família de classe média com pleno acesso às tradições "cultas", Mais muitas vezes incorporava uma ideia romântica em seus escritos. Ele extraiu de sua educação ocidental inspirações que o levaram ao uso de elementos "trágicos", "visionários" e "poéticos" em livros e peças. Sua crença no individualismo e a liberdade do escritor para perseguir a imaginação são refletidas em muitos de seus primeiros trabalhos. No entanto, Mais posteriormente reconheceu a tensão entre sua herança colonial e o movimento nacionalista e mudou de direção. Ao adotar uma postura realista, Mais decidiu assumir um estilo literário mais representativo da consciência nacional caribenha. Essa forma particular permitiu a Mais apresentar "verdades diretas e inequívocas sobre o povo e a cultura". Muitos de seus romances posteriores retratam assim os sofrimentos e desesperos sofridos pelas pessoas que vivem sob o colonialismo. Uma inspiração que ele teceu em seus escritos surgiu do Partido Nacional Popular de 1938, lançado por Norman Manley. O movimento visava garantir o autogoverno da Jamaica, o que despertou entusiasmo concomitante no campo literário. Além de Roger Mais, outro autor, Vic Reid, também incorporou em suas obras o ambicioso impulso de independência de Manley. O romance de Reid, New Day, é um relato histórico da Jamaica de 1865 a 1944. Como Mais, Reid considera as fontes primárias particularmente úteis na modelagem de mensagens políticas em histórias.